# Poser (software)
Poser è un software 3D per il rendering e l'animazione ottimizzato per modelli di figure umane tridimensionali, utilizzato principalmente per produrre pose e animazioni simili a quelle di un manichino.
Il programma è diventato molto popolare anche (e soprattutto) tra coloro che non si occupano di grafica 3D a livello professionale grazie alle sue funzionalità limitate e ad un'interfaccia abbastanza semplice e intuitiva da risultare facilmente accessibile anche da profani del campo.
Anche un neofita infatti in poco tempo può creare immagini o animazioni 3D grazie a modelli (umani e animali), pose, materiali e file di animazione inclusi nel programma e alla vasta libreria di contenuto addizionale di ogni genere creato da altri utenti e offerto sia gratuitamente che a pagamento.
Il software è prodotto dalla società Smith Micro.
Gli elementi creati possono essere esportati in altri software come 3ds Max, Autodesk, Maya, Softimage XSI, Bryce 3D, Cinema 4D e Blender.